# Dipartimento di Las Heras
Las Heras è un dipartimento argentino, situato nella parte settentrionale della provincia di Mendoza, con capoluogo Las Heras.

## Storia
Istituito nel 1871, deve il suo nome al generale Juan Gregorio de Las Heras, luogotenente del generale José de San Martín nella lotta per l'indipendenza del Paese.

## Geografia fisica
Esso confina a nord con la provincia di San Juan, a est con i dipartimenti di Lavalle, Guaymallén, Capital e Godoy Cruz; a sud con il dipartimento di Luján de Cuyo, e ad ovest con la repubblica del Cile.

## Società

### Evoluzione demografica
Secondo il censimento del 2001, su un territorio di 8.955 km², la popolazione ammontava a 182 962 abitanti, con un aumento demografico del 16,88% rispetto al censimento del 1991.
Abitanti censiti

## Amministrazione
Il dipartimento, come tutti i dipartimenti della provincia, è composto da un unico comune, suddiviso in 15 distretti (distritos in spagnolo), che corrispondono agli agglomerati urbani disseminati sul territorio:
- Capdevilla
- La Cieneguita
- El Algarrobal
- El Borbollón
- El Challao
- El Pastal
- El Plumerillo
- El Resguardo
- El Zapallar
- Las Cuevas
- Las Heras, capoluogo
- Panquehua
- Penitentes
- Sierras de Encalada
- Uspallata